# Giải cờ vua Tưởng niệm Max Euwe
Giải cờ vua Tưởng niệm Max Euwe là một giải đấu cờ vua thường niên ở Hà Lan để tưởng niệm vua cờ thứ năm Max Euwe, diễn ra từ năm 1987 đến 1996. Giải đấu phần lớn được tổ chức ở Amsterdam (trừ năm 1990 tổ chức ở Rotterdam). Giải thường mời bốn kỳ thủ hàng đầu đấu vòng tròn hai lượt, riêng hai giải năm 1991 và 1996 mời mười kỳ thủ đấu vòng tròn một lượt.
Giải tiến hành đến lần thứ 10 năm 1996 thì ngừng, chủ yếu vì nhà tài trợ chính Verenigde Spaarbank (VSB) không còn tài trợ nữa.

## Danh sách các nhà vô địch
| #  | Năm  | Kỳ thủ                                                                 |
| -- | ---- | ---------------------------------------------------------------------- |
| 1  | 1987 | Anatoly Karpov (Liên Xô) · Jan Timman (Hà Lan)                         |
| 2  | 1988 | Nigel Short (Anh)                                                      |
| 3  | 1989 | Jan Timman (Hà Lan)                                                    |
| 4  | 1990 | Viktor Korchnoi (Thụy Sĩ)                                              |
| 5  | 1991 | Valery Salov (Nga) · Nigel Short (Anh)                                 |
| 6  | 1992 | Nigel Short (Anh) · Viswanathan Anand (Ấn Độ)                          |
| 7  | 1993 | Nigel Short (Anh) · Viswanathan Anand (Ấn Độ) · Vladimir Kramnik (Nga) |
| 8  | 1994 | Garry Kasparov (Nga)                                                   |
| 9  | 1995 | Joël Lautier (Pháp)                                                    |
| 10 | 1996 | Veselin Topalov (Bulgaria) · Garry Kasparov (Nga)                      |